# Martina Gambiraža
Martina Gambiraža je hrvatska košarkašica, članica hrvatske košarkaške reprezentacije.

## Karijera
Igrala je u nekoliko hrvatskih klubova: Gospiću, omiškom Studencu, Zadru i dubrovačkoj Ragusi.